# Стефка Съботинова
Стефка Съботинова е българска народна певица, изпълнителка на песни от Тракийската фолклорна област.

## Биография
Родена е на 2 април 1930 г. в Розов кладенец, област Стара Загора. Предците ѝ са били преселници от Беломорска Тракия и от тях тя наследява огромно и своеобразно певческо наследство. За професионалната певческа кариера я открива фолклориста и народен певец Жечо Долчинков. Дълги години е била хористка и солистка в Държавния ансамбъл „Филип Кутев“. С ансамбъла гастролирала в най-големите концертни зали по света. В началото на 70-те години на XX век постъпва в Ансамбъла за народни песни на Българската телевизия и радио и в състава „Мистерията на българските гласове“. Тя е единствената певица със солови песни в първия албум на Марсел Селие „Мистерията на българските гласове“. В него са включени песните „Притури са планината“ и „Мър, Станке ле“. Още тогава „Притури са планината“ е използвана като част от филмовата музика в световните продукции „Исус от Монреал“ и „Лионците“. Стефка Съботинова в дует с Тинка Пешева записва много хумористични народни песни, сред които особено популярни са „Цонке ле, чушко червена“, „Заплакал е стар, бял дядо“ и „Овдовяла лисичката“.
Световна известност добива през 1994 г. с песента „Притури са планината“, с новия модерен аранжимент на Жаки Анона. Стефка Съботинова има издадени два самостоятелни диска и един дуетен албум с певицата Тинка Пешева.
През 2006 година Стефка Съботинова записва народната балада „Заправил Господ манастир“, заедно с актьора Джоко Росич.
През месец юни 2010 година е удостоена с най-голямото българско отличие – орден “Стара планина – първа степен“. Стефка Съботинова умира на 30 юли 2010 година в София. Погребана е в Централните софийски гробища.